# Pusté kostely
Pusté kostely (německy Wüste Kirchen) jsou soustava převážně umělých jeskyní v pískovcových skalách při říčce Svitavka mezi obcemi Velenice a Svitava na Českolipsku. Komplexu vévodí nejznámější a největší jeskyně Nautilus, která je nyní sídlem motorkářského klubu pod názvem Pekelné doly.

## Popis
Celá oblast podél říčky Svitavky v délce necelých 3 km od obce Svitava směrem k Velenicím je protkaná mnoha jeskyněmi, většinou umělými. Vznikaly v různých obdobích a za pomocí různých technik. V některých prostorách údajně žili středověcí mniši a je pravděpodobné, že některé i sami hloubili, jiné byly vytvořeny v 18. století kvůli písku, surovině k výrobě zrcadel, případně pak upraveny pro jiné využití (sklady, výrobny, klub). Mimo několika jeskyní označovanými Pusté kostely jsou v okolí další a také otevřené, dávno již opuštěné menší lomy. Údolí Svitavky v tomto úseku je zalesněné a téměř neobydlené. Nevedou tudy značené trasy pěších turistů. Kopce nad údolím nejsou vysoké.

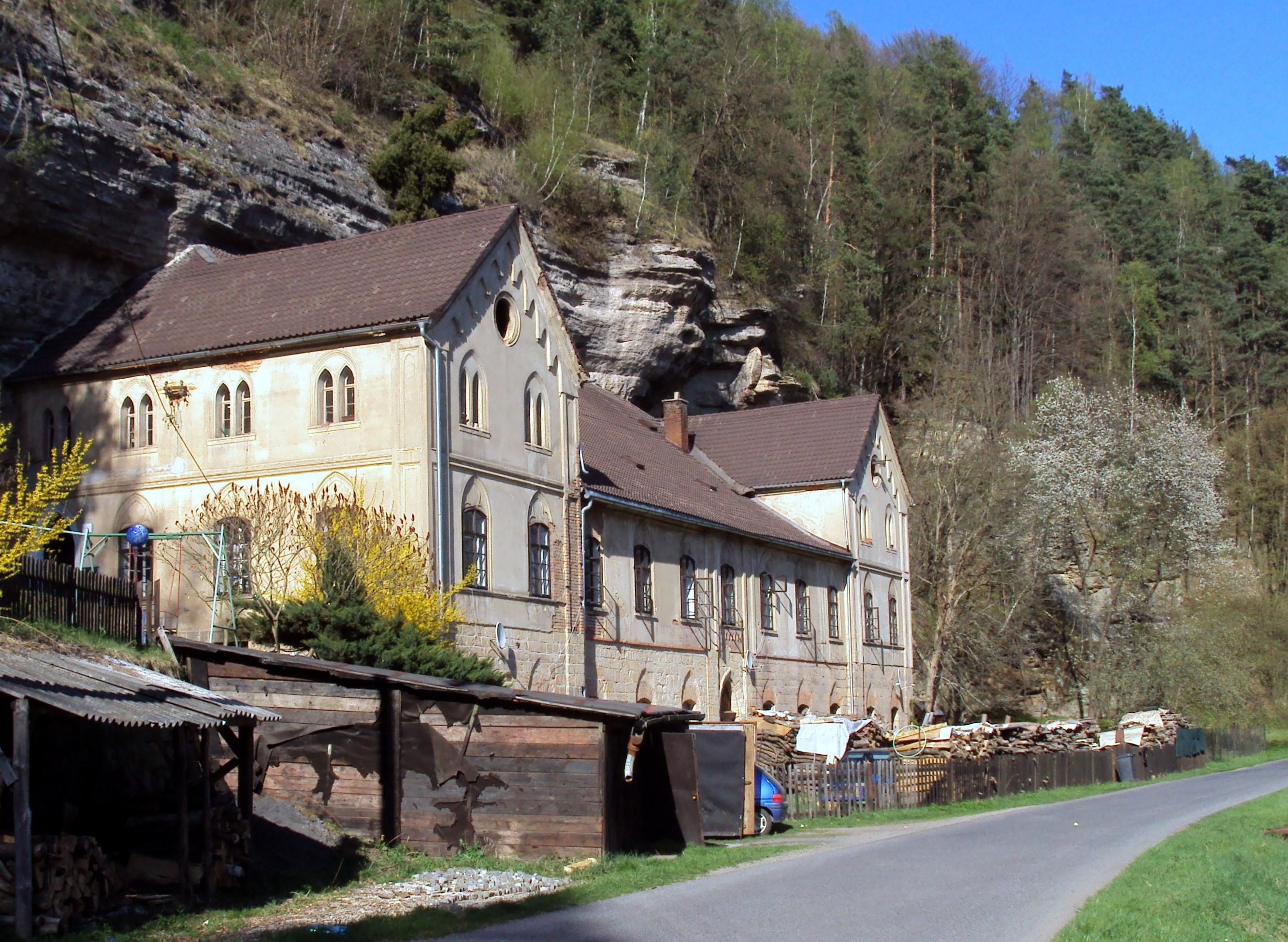
Jedna z brusíren, kvůli níž se kolem těžil pískovec

### Nautilus
Zrod této největší prostory je nejistý. Existuje domněnka, že její základ vytvořili příslušníci Jednoty bratrské po bitvě na Bílé hoře, aby se zde ukryli.
Rozsáhlé jeskyně (pojmenované také Lindavské komory, či Pustý kostel č. 1) podle zprávy vlastivědného badatele Karla Brandtla z roku 1849 vznikly zásluhou podnikatele, hraběte Josefa Kinského, sídlícího v obci Sloup v Čechách. Ten založil v údolí vytvořeném Svitavkou v období let 1756 až 1760 dvě továrny na výrobu zrcadel, zrcadlárny. Pro broušení zrcadel potřeboval písek (4 druhy), který získával v okolních pískovcových skalách. K zrcadlárnám nechal vyhloubit kanál s dvěma koryty, kterými přitékala voda ze Svitavky. Hloubení jeskyních prostor bylo prováděno postupně, v rozestupech 3 metrů byly ponechávány skalní pilíře, aby nedošlo k zřícení stropů. V zadní části nechal vybudovat cisternu, kam stékala voda. Po vytěžení písku byly využívány jiné lokality (mnohé lomy tohoto druhu byly u Lindavy, Svitavy, Sloupu), zde byla těžba ukončena koncem 19. století.
Velké podzemní prostory (krycí název Nautilus) využili koncem II. světové války nacisté, kteří sem nechali přestěhovat a ukrýt z Polska válečnou výrobu. Na podzim 1944 zde vězni vyráběli 30 mm letecké kanóny MK 108. Po skončení války byly prostory upraveny a využívány jako velkosklad ovoce a zeleniny podnikem Zelenina Terezín.
V roce 1993 byly opuštěné jeskyně prodány a roku 1997 je získal Český curling klub. Své plány s rozsáhlými úpravami však nerealizovat a v roce 2001 je získal nový vlastník Miroslav Krejčí (alias Pekelník), který zde po vyčistění od odpadu a naplavenin vybudoval hojně navštěvovaný motorkářský klub Pekelné doly.
Lokalita byla v letech 1990 a 1995 důkladně prozkoumána a změřena i s pomocí laserů. Je zařazena do soupisu archeologických nemovitých památek Zajímavé prostory využili v roce 1984 i filmaři jako kulisu k filmu S čerty nejsou žerty.

### Pustý kostel 2

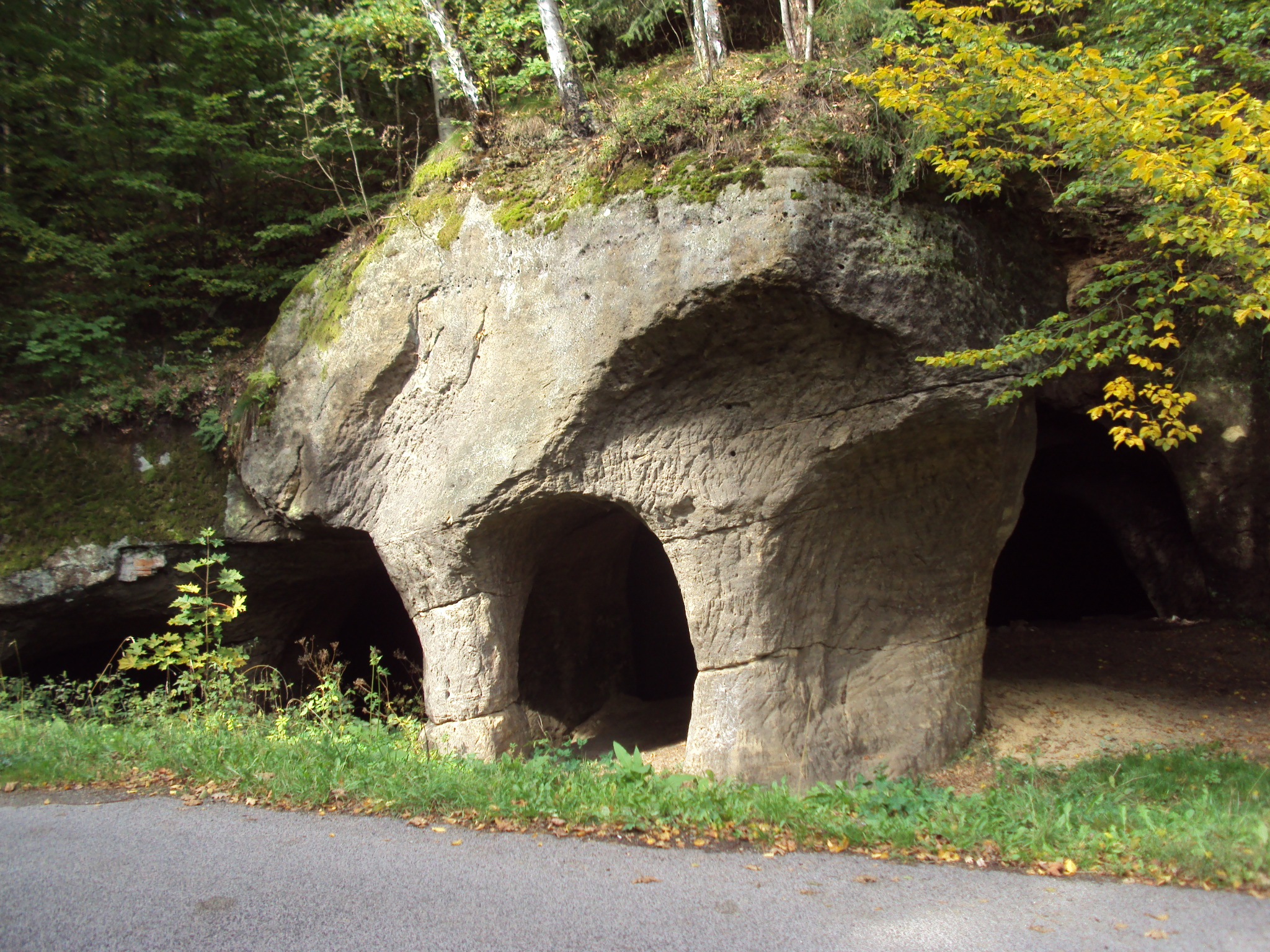
Jeskyně Pustý kostel 2 od silnice

V přímém sousedství silnice při pravém břehu Svitavky asi 300 metrů od Nautila je menší podzemní lom, kde se podle zmíněného výzkumníka Brandtla v roce 1849 již netěžilo. Existenci jeskyně zaznamenal do svého deníku roku 1825 při jedné ze svých cest František Palacký. Archeologický průzkum zde provedl v roce 1933 archeolog Emil Gebauer. Na vstupu do jeskyně je řada pilířů. Na stěnách byly četné skalní kresby – reliéfy, většinou novějšího data. Vpravo od vchodu do podzemních prostor je uchován skalní relief Ukřižování. Část prostor byla později zavalena. Při stavbě silnice v roce 1886 byl terén u vstupu zvýšen. U jeskyně jsou přes Svitavku dva silniční mosty.

### Pustý kostel 3
Pod zaniklým hrádkem Výrov u Svitavky byl u Medvědího kempu menší podzemní lom. Stýkají se zde katastry obcí Velenice a Svitavy. Široký byl 30 metrů, hluboký 12. Část lomu se neznámo kdy propadla. I tyto jeskyně jsou chráněny podle zákona č. 20/1987 sb.

## Zajímavé okolí
Velenické údolí (Welnitzer Grundl) mezi Velenicemi a Svitavou je zajímavé nejen kvůli jeskyním, je zde skalní Kaple sv. Antonína, pozůstatky hrádku Výrov a Velenické tvrze, zajímavé a chráněné jako kulturní památka jsou budovy obou bývalých zrcadláren, vysoko ve skalách jsou vysekány Velenické lavičky.

## Přístup
Pod jeskyněmi vede při říčce Svitavka místní komunikace z Velenic do Svitavy a Lindavy u Cvikova. Po stejné silnici je vedena cyklotrasa 3055. Trasa pro pěší turisty zde vyznačená není a silnici již nevyužívá linková autobusová doprava. Nejbližší železniční trať a zastávky jsou v 6 km vzdálených Zákupech. 

## Fotogalerie zdejších zajímavostí

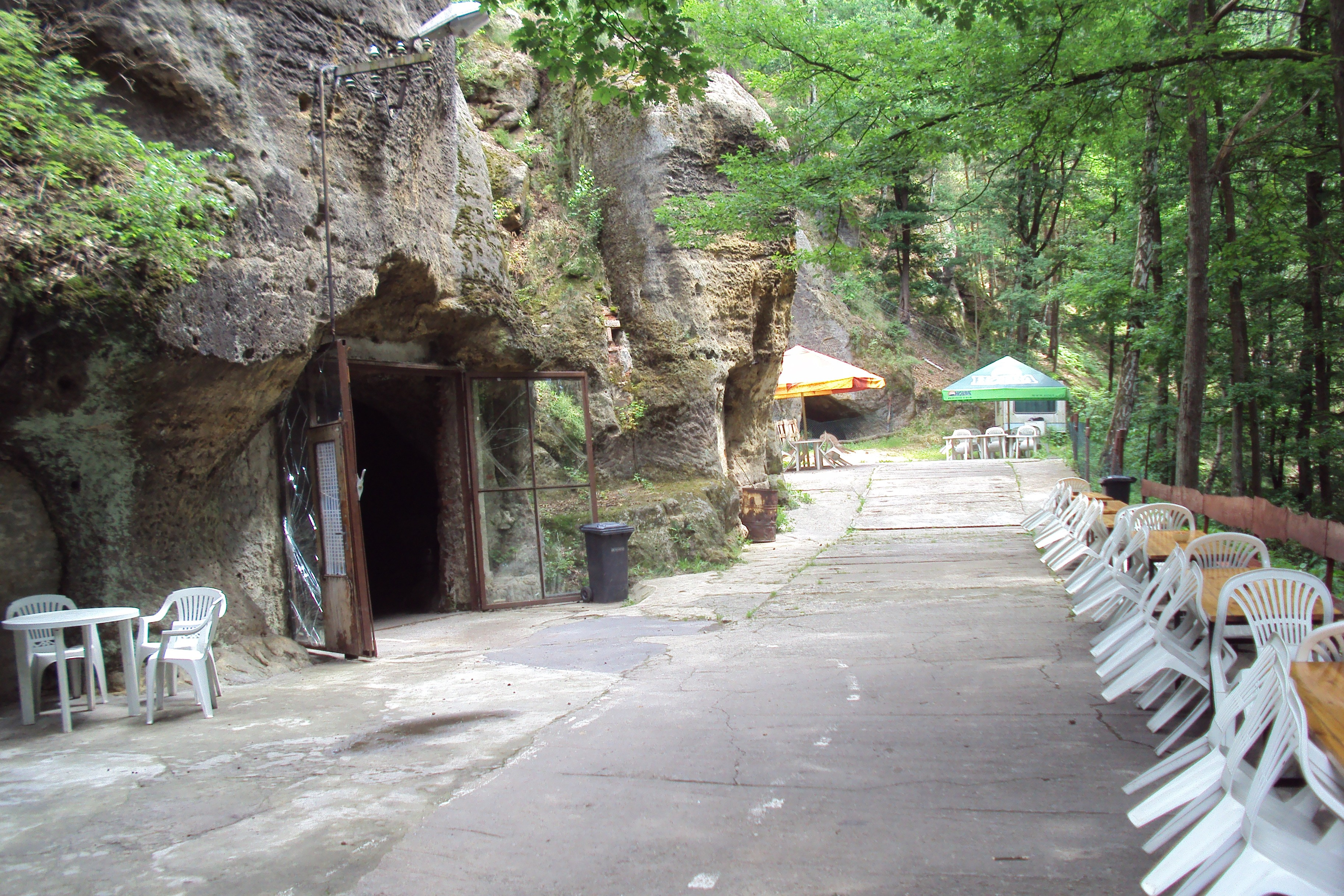
Venkovní prostory Pekelných dolů
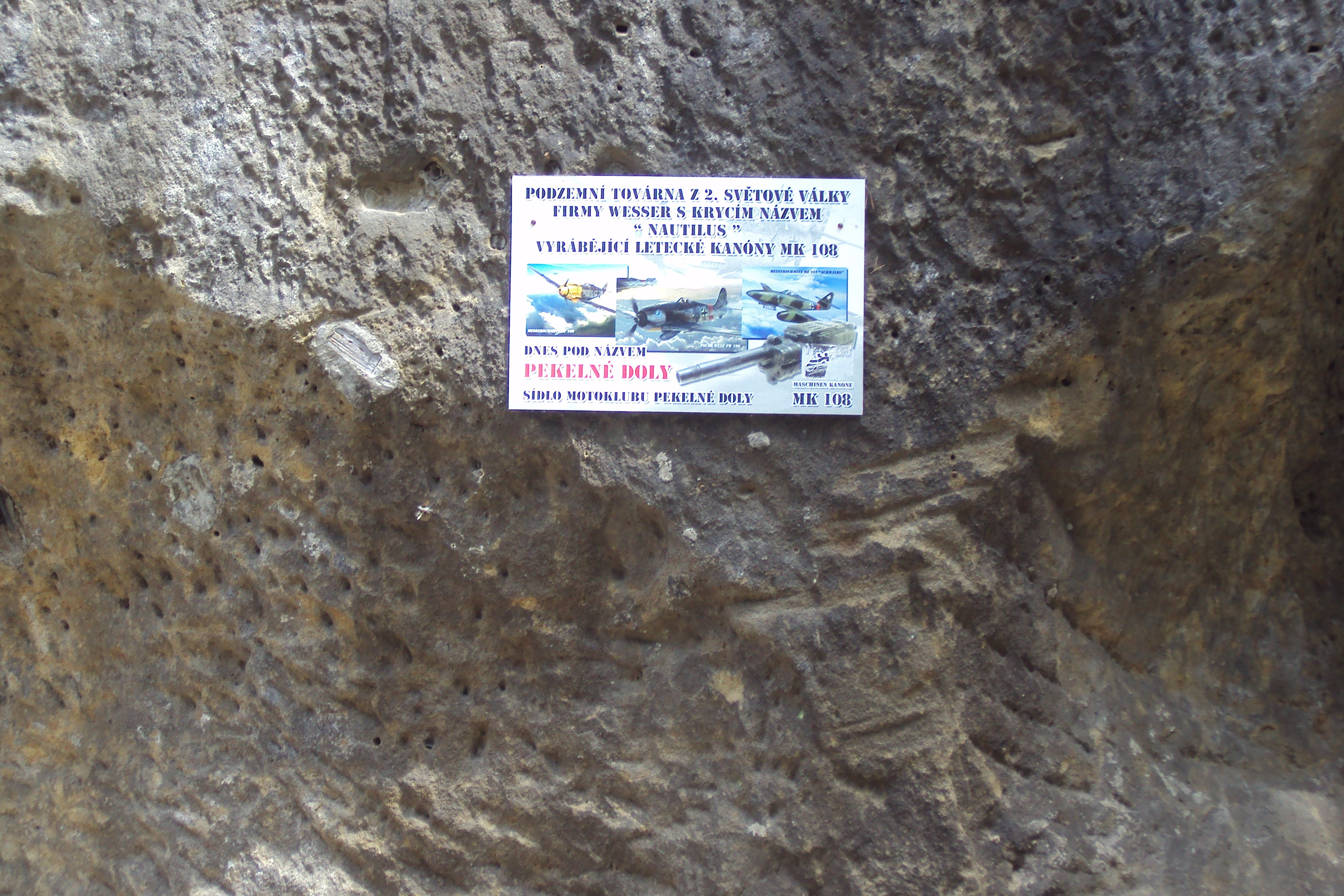
Infocedule Nautilus
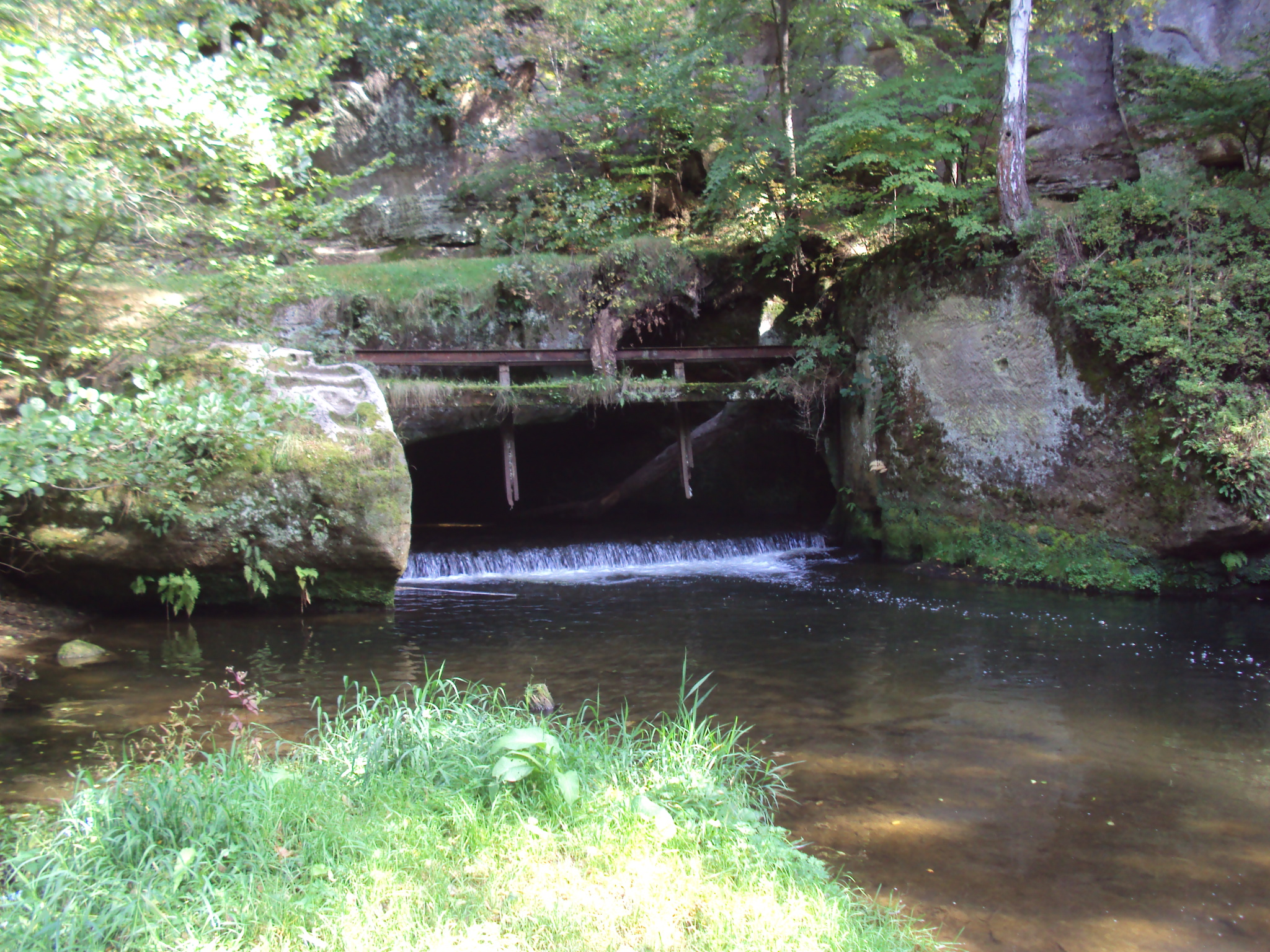
Svitavka u tunelů, zpětný přepad
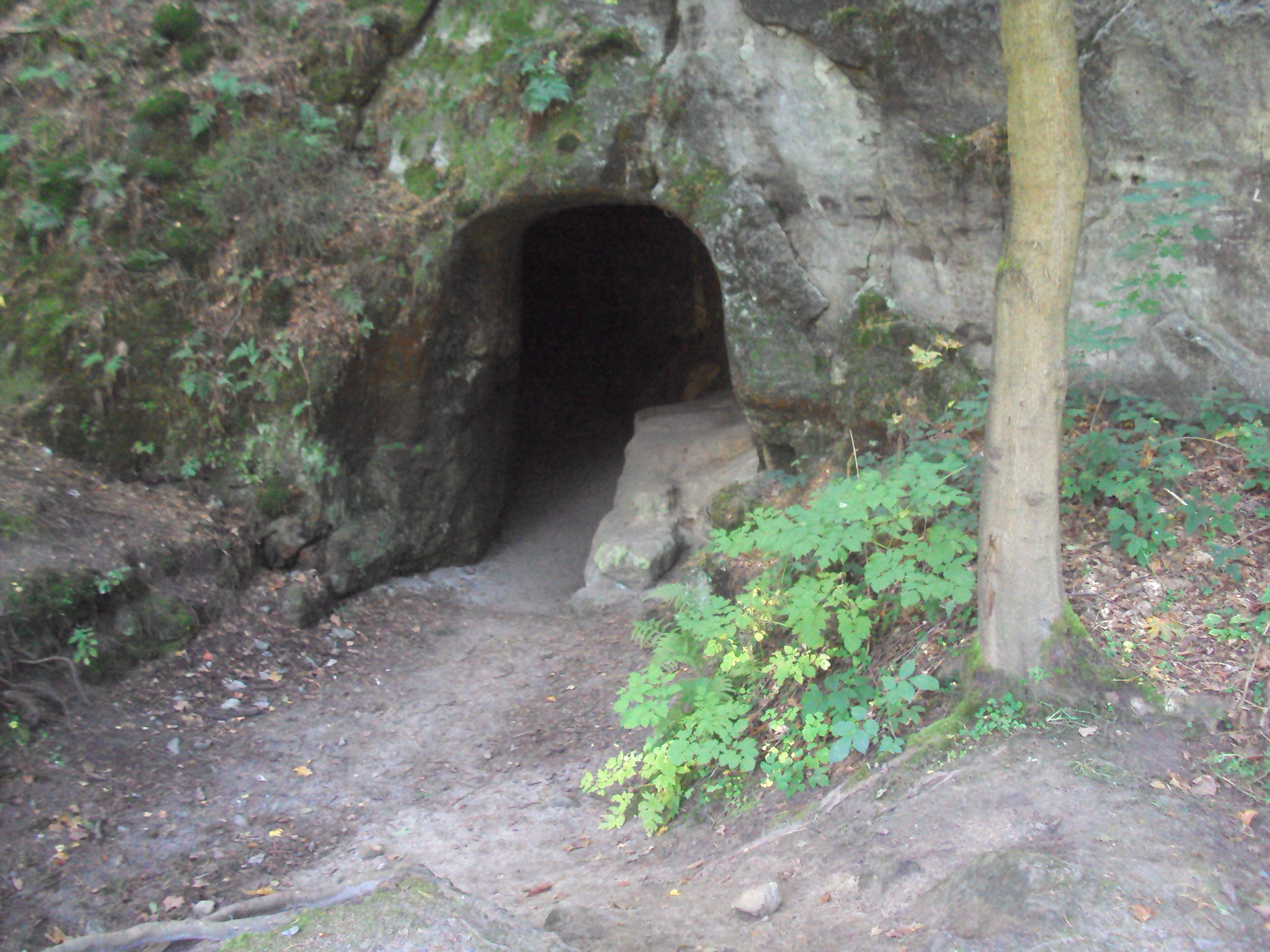
Jeden z vchodů k tunelům před kostely
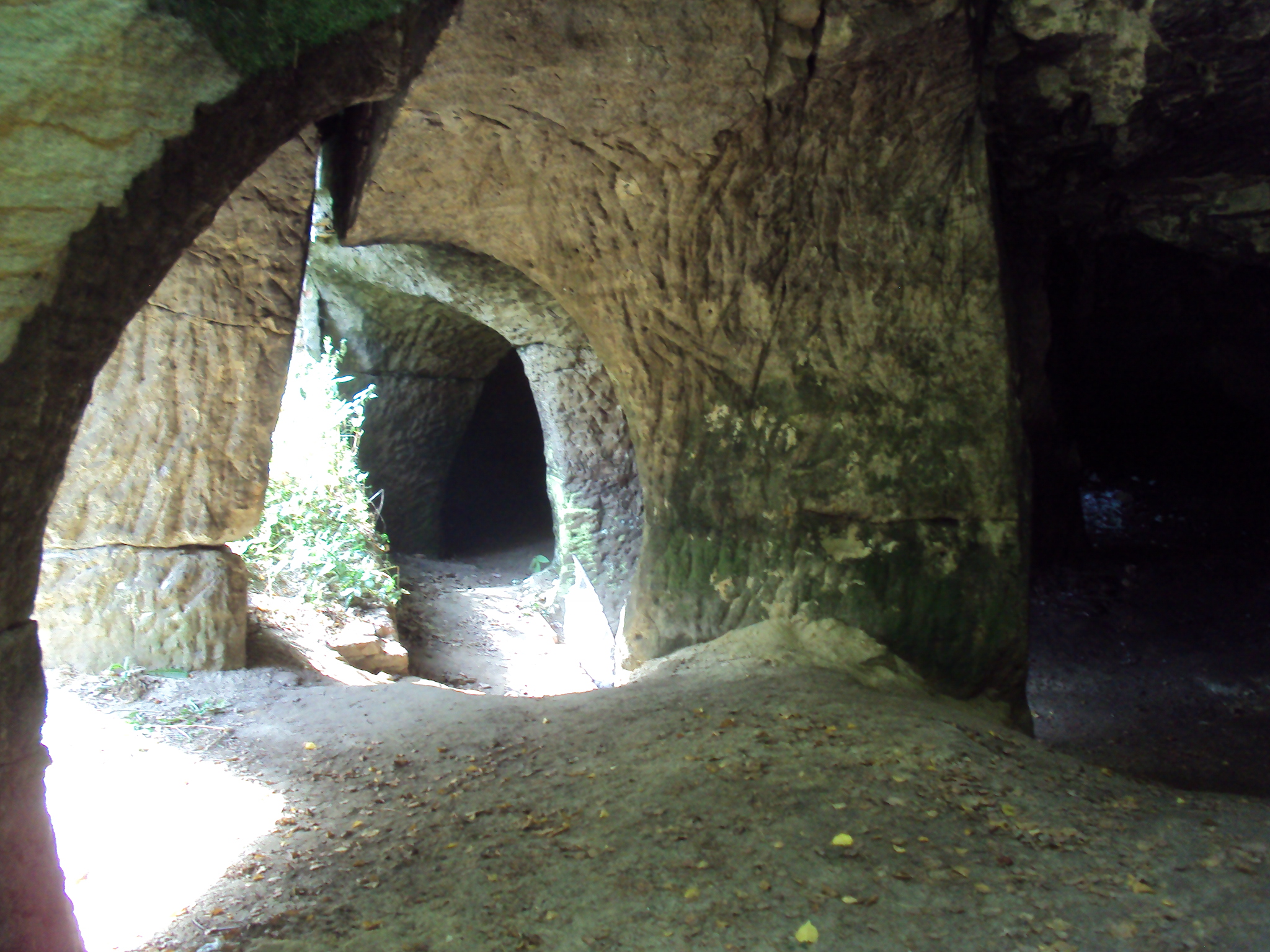
Jeskyně Pustý kostel 2
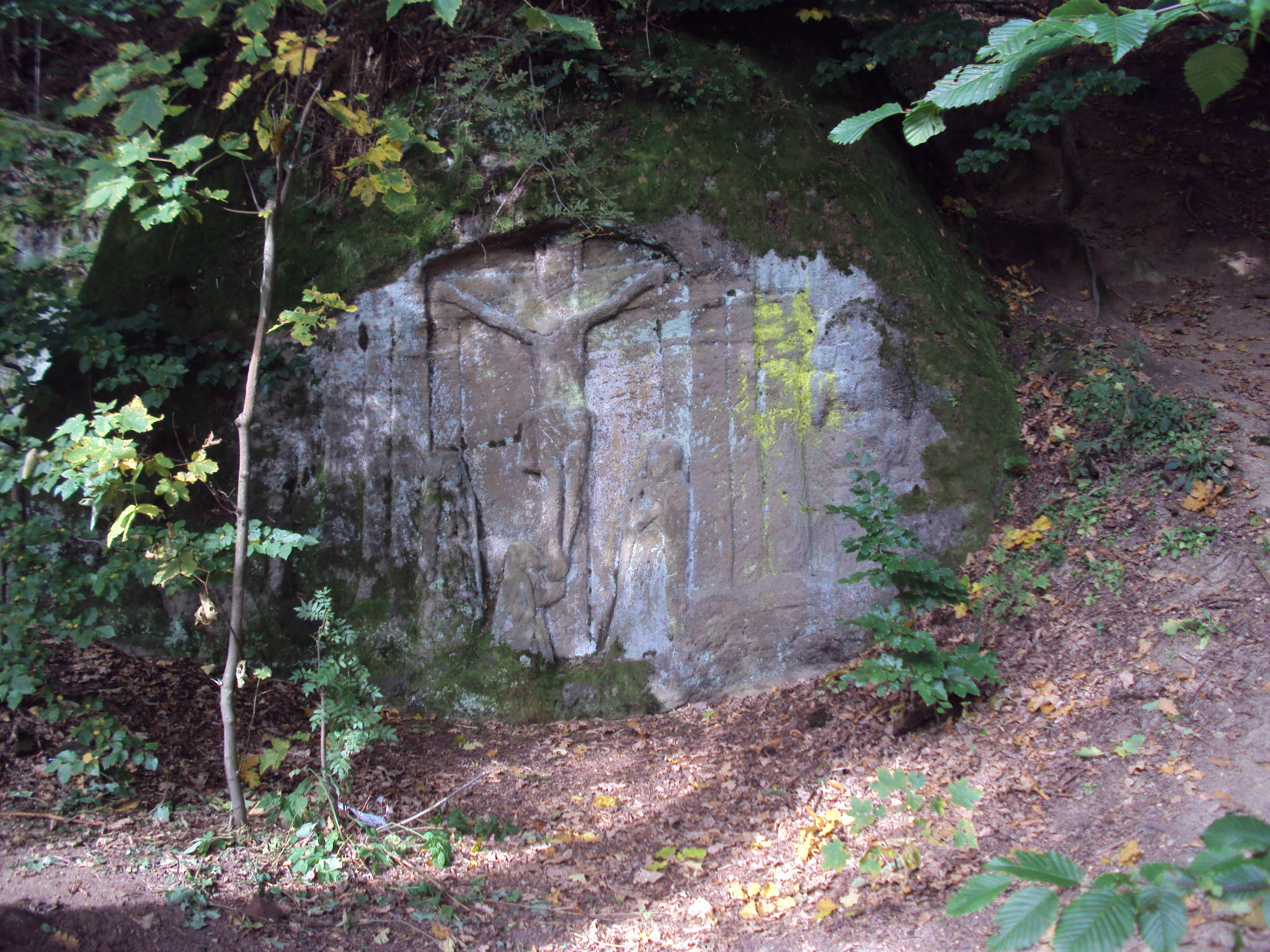
Relief Ukřižování u Pustého kostela 2
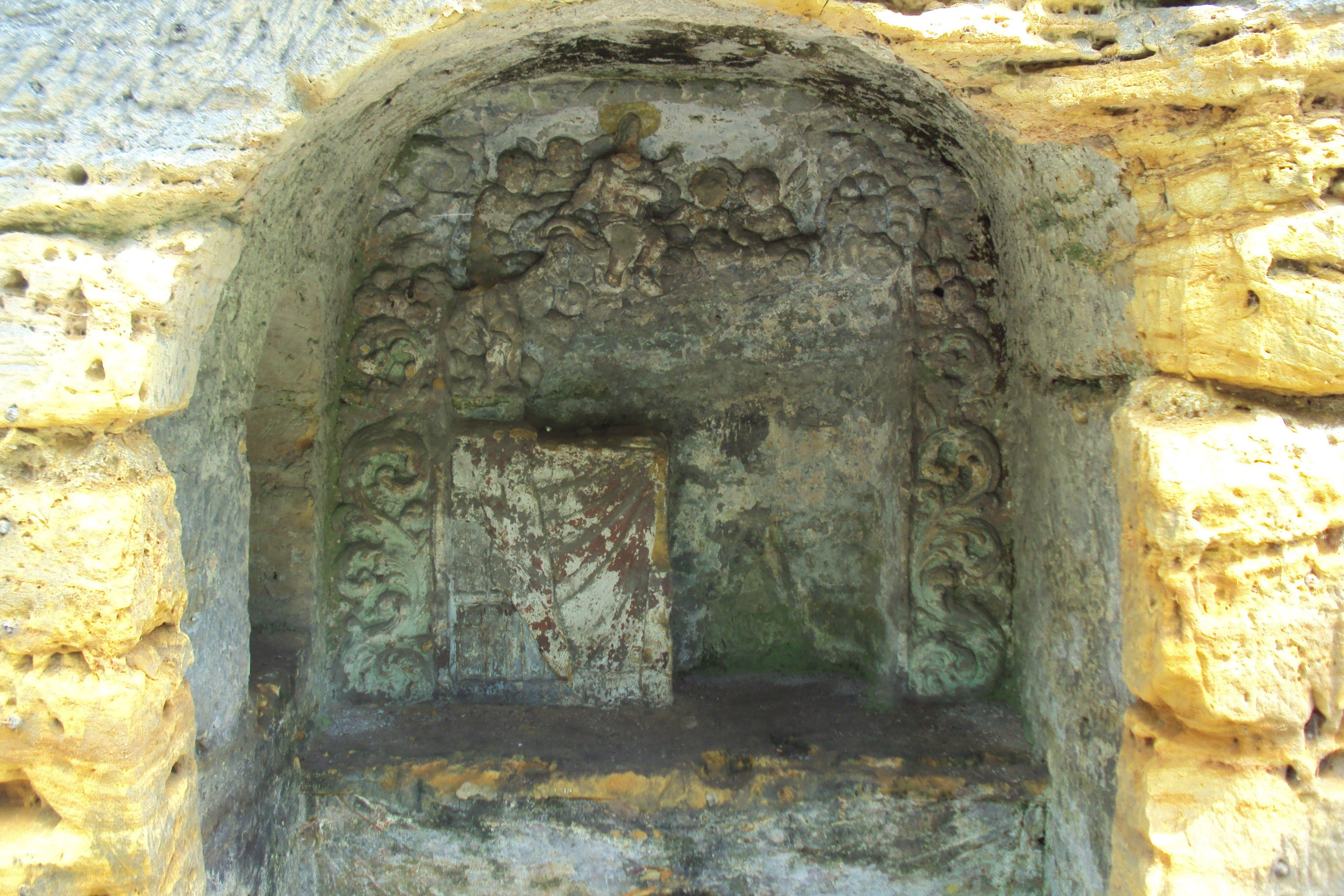
Kaplička sv. Antonína detail vnitřku